# Gagrella luzonica
Gagrella luzonica is een hooiwagen uit de familie Sclerosomatidae.